# Journal of Mammalogy
Journal of Mammalogy – recenzowane czasopismo naukowe wydawane przez American Society of Mammalogists od 1919 roku, sztandarowe czasopismo tego wydawnictwa. Co roku ukazuje się 6 numerów. W czasopiśmie liczącym do 1200 stron publikowane są artykuły na temat ekologii, genetyki, taksonomii, morfologii oraz ochrony ssaków lądowych i morskich. Każdy numer zawiera kilka dłuższych artykułów jak również wiele krótszych, ogólnych zagadnień. Czasopismo uznawane przez DBIO 100 za jedno ze 100 najlepszych i najbardziej wpływowych czasopism z dziedziny biologii i medycyny. Wskaźnik cytowań w roku 2015 wynosił 1.840.